# Liste der Monuments historiques in Faverolles-et-Coëmy
Die Liste der Monuments historiques in Faverolles-et-Coëmy führt die Monuments historiques in der französischen Gemeinde Faverolles-et-Coëmy auf.

## Liste der Objekte
| Bezeichnung                      | Beschreibung                                  | Standort                                      | Kennzeichnung | Schutzstatus | Datum | Bild |
| -------------------------------- | --------------------------------------------- | --------------------------------------------- | ------------- | ------------ | ----- | ---- |
| Gemälde Anbetung der Könige      | Ölfarbe auf Holz, Anfang des 16. Jahrhunderts | Faverolles, in der Kirche St-Hippolyte (Lage) | PM51000420    | Classé       | 1908  |      |
| Altarmensa                       | umgenutzter Grabstein; Stein, 13. Jahrhundert | Faverolles, in der Kirche St-Hippolyte (Lage) | PM51001890    | Inscrit      | 1974  |      |
| Reiterskulptur Heiliger Hippolyt | Stein, 15. Jahrhundert                        | Faverolles, in der Kirche St-Hippolyte (Lage) | PM51000419    | Classé       | 1908  |      |
| Kruzifix                         | Holz, 17. oder 19. Jahrhundert                | Faverolles, in der Kirche St-Hippolyte (Lage) | PM51001889    | Inscrit      | 1974  |      |
| Gemälde Mariä Himmelfahrt        | Ölfarbe auf Leinwand, 1760                    | Faverolles, in der Kirche St-Hippolyte (Lage) | PM51000421    | Classé       | 1908  |      |